# Caracladus montanus
Caracladus montanus là một loài nhện trong họ Linyphiidae.
Loài này thuộc chi Caracladus. Caracladus montanus được Sha & Zhu miêu tả năm 1994.